# Jackie Brown (film)
Jackie Brown is een Amerikaanse misdaad-dramafilm uit 1997 onder regie van Quentin Tarantino, gebaseerd op de thriller Rum Punch van Elmore Leonard. De film is geïnspireerd op het blaxploitationgenre dat populair was in de jaren zeventig en waar Tarantino er als kind veel van gezien had. De hoofdrol werd vertolkt door Pam Grier, zelf een ster uit het genre. De titel is een verwijzing naar de film Foxy Brown uit 1974 waarin Pam Grier ook de hoofdrol speelde.
Het is de derde film die door Tarantino geregisseerd werd maar deze wijkt in stijl sterk af van zijn eerdere twee films. In tegenstelling met de vorige films speelt het geweld een ondergeschikte rol. Er vinden vier moorden plaats maar daarbij is het slachtoffer niet zichtbaar voor de kijker want deze ziet steeds alleen de schutter (behalve bij de laatste moord).

## Verhaal
In 1995 knoopt Jackie Brown, een stewardess bij de fictieve Mexicaanse luchtvaartmaatschappij Cabo Air, de eindjes aan elkaar door geld uit Mexico naar de Verenigde Staten te smokkelen voor Ordell Robbie, een wapenhandelaar uit Los Angeles. Ordell staat onder toezicht van de ATF, dus gebruikt hij koeriers om smokkelwaar te verplaatsen. Wanneer een andere koerier, Beaumont Livingston, wordt gearresteerd, gaat Ordell ervan uit dat Livingston een informant zal worden om gevangenisstraf te vermijden. Ordell regelt de borgtocht van 10.000 dollar met de borgtochtgeldschieter Max Cherry, lokt Livingston in een kofferbak en doodt hem.
Op basis van informatie die Livingston al had gedeeld, onderscheppen ATF-agent Ray Nicolette en LAPD-rechercheur Mark Dargus Jackie terwijl ze terugkeert naar de Verenigde Staten met Ordells geld en een zak cocaïne (hoewel Jackie niet wist dat de cocaïne in haar bagage was opgeborgen). Ze wordt naar een provinciegevangenis gestuurd, waardoor Ordell wordt gewaarschuwd dat ze mogelijk een informante wordt. Max heeft de betaling ontvangen van Ordell en haalt Jackie uit de gevangenis en raakt tot haar aangetrokken. Ordell arriveert bij Jackie's huis om haar te vermoorden, maar nadat ze dit heeft verwacht, richt ze zelf een pistool op hem dat ze uit de auto van Max heeft gestolen. Ze sluit een deal met Ordell waarbij ze doet alsof ze de autoriteiten helpt terwijl ze 550.000 dollar van Ordells geld het land insmokkelt, genoeg om met pensioen te gaan.
Voor dit plan vertrouwt Ordell op Melanie Ralston, een "strandkonijn" met wie hij samenwoont, en Louis Gara, een voormalige celgenoot. Niet op de hoogte van het plan van Jackie en Ordell om 550.000 dollar binnen te smokkelen, bedenken Nicolette en Dargus een list om Ordell te vangen tijdens een overdracht van 50.000 dollar. Zonder dat iedereen het weet, is Jackie van plan om iedereen te bedriegen en 500.000 dollar voor zichzelf te houden. Ze vraagt Max om te helpen en biedt hem een deel van het geld aan.
Op de dag van de overdracht gaat Jackie een kleedkamer in een warenhuis binnen om een pak te passen. Ze heeft Ordell verteld dat ze daar tassen zal ruilen met Melanie, zogenaamd de 550.000 dollar doorgeven onder de neus van Nicolette, die te horen kreeg dat de uitwisseling zal plaatsvinden in het restaurant. In plaats daarvan bevat de tas die ze Melanie geeft slechts 50.000 dollar, en de rest laat ze achter in de kleedkamer zodat Max het kan ophalen. Jackie veinst wanhoop tegenover Nicolette en Dargus en beweert dat Melanie al het geld heeft aangenomen en is weggelopen.
Op de parkeerplaats treitert Melanie Louis tot het punt waarop hij zijn geduld verliest en haar doodschiet. Louis bekent dit aan Ordell, die woedend wordt als hij ontdekt dat het grootste deel van het geld ontbreekt en zich dan realiseert dat Jackie de schuldige is. Wanneer Louis en Ordell een verhitte discussie krijgen over Louis die Max in de winkel zag maar geen onraad vermoedde, vermoordt Ordell Louis en vertrekt met de tas. Ordell keert zijn woede naar Max, die hem vertelt dat Jackie vreest voor haar leven en in het kantoor van Max wacht om het geld te overhandigen. Ordell houdt Max onder schot als ze het verduisterde kantoor binnenkomen. Nicolette springt uit zijn schuilplaats en doodt Ordell.
De ATF schrapt de aanklacht tegen Jackie wegens haar medewerking. Nu in het bezit van het resterende geld van Ordell en zijn auto, plant Jackie een reis naar Madrid. Max weigert Jackie's uitnodiging om met haar mee te gaan. Ze kussen elkaar gedag en Jackie vertrekt terwijl Max een telefoontje aanneemt. Max verbreekt het gesprek terwijl Jackie wegrijdt.

## Rolverdeling
| Acteur                  | Personage |
| ----------------------- | --- |
| Pam Grier               | Jackie Brown, onderbetaalde stewardess bij een prijsvechter, die noodgedwongen geld smokkelt voor Ordell Robbie om wat bij te verdienen |
| Samuel L. Jackson       | Ordell Robbie, markante wapenhandelaar die door de politie in de gaten wordt gehouden                                                   |
| Robert Forster          | Max Cherry, verstrekt borgstellingen en raakt bevriend met Jackie Brown                                                                 |
| Bridget Fonda           | Melanie Ralston, vrijgevochten hippie die bij Ordell Robbie in huis woont                                                               |
| Michael Keaton          | Ray Nicolette, politieagent en gedreven om Ordell Robbie te grazen te nemen                                                             |
| Robert De Niro          | Louis Gara, ex-gevangene en vriend van Ordell Robbie                                                                                    |
| Michael Bowen           | Mark Dargus, politieagent en samen met Ray Nicolette op jacht naar Ordell Robbie                                                        |
| Chris Tucker            | Beaumont Livingston, kleine crimineel die een deal met de politie heeft gesloten om zo uit de gevangenis te blijven                     |
| LisaGay Hamilton        | Sheronda, een van de vele vriendinnetjes van Ordell Robbie                                                                              |
| Tommy "Tiny" Lister jr. | Winston, werknemer bij Max Cherry |
| Hattie Winston          | Simone, dievegge op leeftijd |
| Sid Haig                | rechter |
| Aimee Graham            | Amy |
| Diana Uribe             | Anita Lopez |
| Gillian Iliana Waters   | "Mossberg 500" Tammy Jo |
| Quentin Tarantino       | stem op antwoordapparaat |